# Chrysotiel

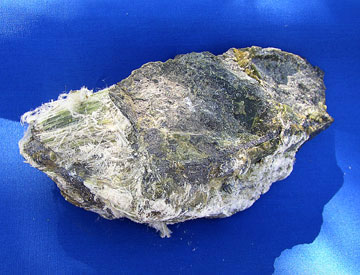
Chrysotiel asbest

Het mineraal chrysotiel of wit asbest is verreweg de meest toegepaste vorm van asbest, waarvan zes soorten bestaan. In de tijd dat asbest veel gebruikt werd als grondstof, was dit mineraal verantwoordelijk voor zo'n 98% van de wereldproductie. Het is de enige soort asbest met een vezelvorm van serpentijn, met de samenstelling Mg3(Si2O5)(OH)4. Het is niet amfibool, in tegenstelling tot de blauwe vorm crocidoliet en de bruine vorm amosiet. Het mineraal komt vooral voor metamorfe gesteenten in.
- chrysotiel - International Chemical Safety Card